# Giovanni Antonio Salamone
Giovanni Antonio Salamone (Napoli, ... – Palermo, 1583) è stato un architetto e ingegnere italiano.

## Biografia

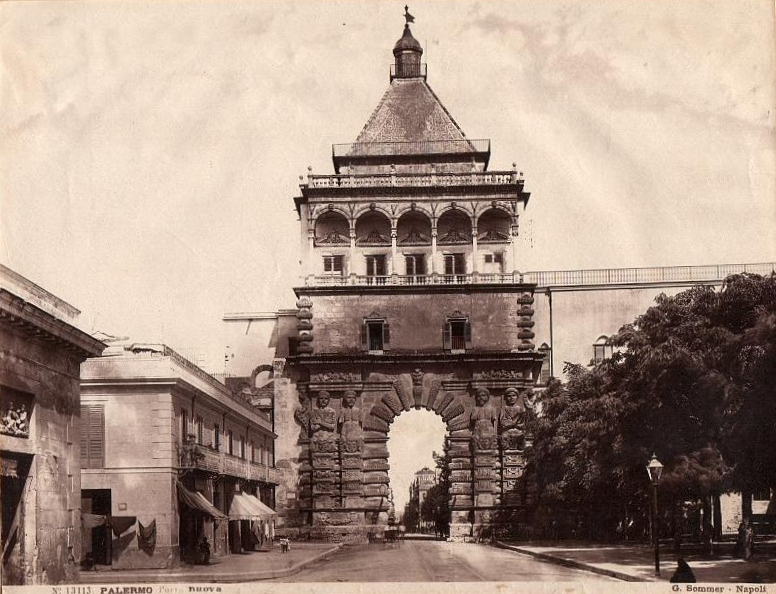
La Porta Nuova in una foto ottocentesca.

Di lui non si hanno notizie biografiche certe; di famiglia patrizia e origine napoletana, era nato nel secondo decennio del XVI secolo. 
Forse in servizio nell'esercito di Carlo V nella spedizione di Tunisi, risulta documentato dal 1574 a Messina, incaricato da Carlo d'Aragona di un qualche intervento alle fortificazioni cittadine, come «uno ingignero et persona pratica». 
Da allora fu al servizio del viceré fino al1583 come «capomastro del sacro regio palatio e dell'acque della regia corte». Come ingegnere del  Regno fu coinvolto, sotto il governo di Marcantonio Colonna, nella progettazione di una nuova rete di ponti per il potenziamento dei collegamenti tra le diverse parti dell’isola, nel cantiere del palazzo Reale e in generale responsabile di tutti i cantieri vicereali.
In tale veste gli viene attribuito il progetto di Porta Nuova a Palermo, imponente opere manierista, posta in vicinanza del Palazzo Reale e completato poi dai suoi successori nella carica di ingegnere del Regno e in particolare dal toscano Giovanni Battista Collepietra.
Si occupò anche del sistema di fortificazioni, anche se non è semplice attribuire ai singoli tecnici la progettazione di opere che videro all'opera varie importanti personalità. Sicuramente predispose un progetto per la fortificazione della città di Milazzo, non realizzato.
Nel testamento redatto in punto di morte ricorda il fratello Alessandro, schiavo in Barberia, per il cui riscatto lasciava somme di denaro. Nell’inventario dei beni presenti in casa il notaio annotò scatole con dentro tanti compassi e penne di rame per disegnare a inchiostro, righe in legno per tirare linee, una bussola in ottone «di misurari et pigliari pianta», strumento, questo, indispensabile nelle rilevazioni trigonometriche nelle quali Salamone doveva essere un grande esperto.